# Volksbank Demmin
Die Volksbank Demmin eG ist eine deutsche Genossenschaftsbank mit Sitz in der mecklenburg-vorpommerischen Hansestadt Demmin im Landkreis Mecklenburgische Seenplatte.

## Geschichte
Die Volksbank Demmin eG leitet ihren Ursprung von dem „Demminer Vorschuß-Verein“ ab, der sich am 1. Februar 1864 gründete. Im Jahr 1992 erfolgte die bislang letzte Fusion der Volksbank Demmin eG mit der Raiffeisenbank Demmin eG mit ebenfalls ihrem Sitz in Demmin.

## Rechtsverhältnisse
Die Volksbank Demmin eG ist im Genossenschaftsregister beim Amtsgericht Neubrandenburg unter GnR 239 eingetragen.

## Organisationsstruktur
Rechtsgrundlagen sind das Genossenschaftsgesetz und die durch die Generalversammlung beschlossene Satzung. Organe der Bank sind der Vorstand, der Aufsichtsrat und die Generalversammlung.

## Sicherungseinrichtung
Die Volksbank Demmin eG ist der amtlich anerkannten Sicherungseinrichtung des Bundesverbandes der Deutschen Volksbanken und Raiffeisenbanken GmbH und der zusätzlichen freiwilligen Sicherungseinrichtung des Bundesverbandes der Deutschen Volksbanken und Raiffeisenbanken e.V. angeschlossen.

## Geschäftsausrichtung
Die Volksbank Demmin eG betreibt das Universalbankgeschäft. Im Verbundgeschäft arbeitet sie mit der DZ Bank, R+V Versicherung, Bausparkasse Schwäbisch Hall, Teambank, VR Leasing, DZ Hyp und der Union Investment zusammen.

## Geschäftsgebiet
Das Geschäftsgebiet liegt im Norden des Landkreises Mecklenburgische Seenplatte und im Nordwesten des Landkreises Vorpommern-Greifswald. 
An diesen Orten betreibt die Bank Filialen:
- Demmin (Hauptstelle, jur. Sitz)
- Anklam (Geschäftsstelle)
- Altentreptow (Geschäftsstelle)
- Jarmen (Geschäftsstelle)
- Loitz (Geschäftsstelle)